# Православное дело
Объедине́ние «Правосла́вное де́ло» — благотворительная и культурно-просветительная организация, основанная монахиней Марией (Скобцовой), священником Димитрием Клепининым и Петром Лопухиным в 1935 году. Располагалась на улице Лурмель (фр. Rue de Lourmel), дом 77, в Париже. В 1943 году организация была запрещена, а многие её члены были арестованы и погибли в концентрационных лагерях. После этого организация уже не возродилась.

## История
4 июня 1935 года на съезде Центрального секретариата Русского студенческого христианского движения в расширенном составе в Буасси, под Парижем, монахиня Мария (Скобцова) выступила с докладом, в котором в том числе поделилась своей мечтой создать в Париже «Православный городок», «Союз православного служения в миру». Она говорила, что «социальный заказ требует трёх направлений, трёх линий в работе: чисто миссионерской, социально-миссионерской и благотворительно-миссионерской». Название «Православное дело» было найдено позже. По словам К. В. Мочульского, это название предложил Н. А. Бердяев.
Первым духовником объединения был священник Димитрий Клепинин. При объединении был создан центр социальной помощи и общежитие для русских эмигрантов первой волны.
М. А. Струве-Ельчанинова рассказывает:

Мы жили недалеко от «Православного дела», и так как очень бедствовали, то ходили туда за супом и там ели. И потом мы тоже ходили в приход матери Марии, где были у нас друзья, Фондаминские и другие. И вот тут мы увидели, какую она вела подвижническую жизнь, и при этом весёлую.

В своей церкви она нарисовала замечательные стекла — житие Марии Египетской. Церковь была в маленьком гараже. Я помню, во время службы я часто рассматривала эти стекла очень внимательно. Наверное, таких маленьких квадратных стекол было восемь. Но потом это всё было разрушено. Она вышила херувимов на боковых дверях, также иконы писала. Моя сестра долго жила у неё, они ходили ночью, в четыре часа, на городской базар с тележкой, пешком, это было далеко. Им давали остатки. Она — я помню, это типичная её поза — в кухне, которая выходила на двор, стоит босая перед печкой, не знаю, чем топилась печка (тоже какой-то мастодонт старомодный, наверное, кто-то подарил), и в громадной кастрюле варит суп. Потом приходят человек двадцать-тридцать есть. Она все делала в этом доме. И дом был полон, полон всякими несчастными… Тогда была ужасная безработица, она варила на всех какие-то каши и супы. Денег не было, но она даром получала овощи… Она совершенно никого не воспитывала и никого не осуждала. Она их просто кормила…
Многие члены этой организации принимали участие в Сопротивлении и спасали гонимых во время нацистской оккупации Франции. По приказу оккупационных властей в 1943 года организация была запрещена, а многие её члены были арестованы и отправлены в концентрационные лагеря.